# Rondibilis spinosula
Rondibilis spinosula är en skalbaggsart. Rondibilis spinosula ingår i släktet Rondibilis och familjen långhorningar.

## Underarter
Arten delas in i följande underarter:
- R. s. spinosula
- R. s. javanica